# A Causa Secreta
A Causa Secreta é um conto escrito por Machado de Assis, publicado originalmente em 1885 na Gazeta de Notícias e agrupado em 1896  na sua obra intitulada Várias Histórias  fazendo parte da quinta coleção de contos que foi levada ao público. 
É tido como um de seus clássicos mais sombrios , e também um dos que caracterizam o extremo do mal na natureza e na sociedade. 

## Personagens
Garcia: Homem formado em medicina que se interessa em Fortunato e seus estranhos costumes, também é naturalista e muito sentimental.
Fortunato: Homem que costumava esbarrar regularmente em Garcia. Rico e quieto. Também é médico. Sádico.
Maria Luísa: Esposa de Fortunato, mulher bela e delicada. Costuma ficar em casa costurando.

## Resumo da trama
Neste faz-se necessário conhecer a trajetória dos fatos. Um ano antes, numa certa noite, Garcia descobre que um de seus vizinhos se encontra ferido e, sendo ele estudante do último ano de medicina, decide colaborar até que um médico chegue ao local. Percebe que acompanha o ferido o mesmo homem (Fortunato) que encontrou anteriormente numa peça de teatro e aproveita para conhecê-lo melhor. Tempos depois, Garcia é abordado pelo seu vizinho, o ex-ferido, que decide agradecer o benfeitor Fortunato e lhe pede o endereço. O convalescido vai ao local, mas volta ressentido com o que o vivencia. Garcia acompanha com assombro os fatos pois estranhava os modos de Fortunato e decide ir vê-lo, no mais, para saciar sua curiosidade a respeito, porém não o faz. 
Passados alguns meses, ambos coincidentemente se encontram recordando do episódio que haviam vivenciado, e após uma breve conversa, Fortunato o convida para ir a sua casa. Em um jantar, Garcia conhece a bela Maria Luísa, esposa do amigo. A partir dai, fruto da amizade que se forma, a trama se desenvolve em torno da Casa de Saúde que Garcia e Fortunato abrem, devido a uma ideia deste último. Este demonstra um cuidado com o empreendimento que é digno da admiração de Garcia, e que aumenta seu interesse em compreender quais motivos o impulsionam para ter tal atitude. Maria Luísa sugere estar doente, e ao observá-la, o jovem médico percebe que um sentimento mais profundo a invade, mas que em respeito a Fortunato não poderia ser alimentado. 
Numa das últimas cenas, sendo esta a que precede a introdução da narrativa, Garcia encontra Fortunato torturando um rato e neste instante como o próprio nome sugere, A Causa Secreta é desvendada, sendo esta a sensação de Fortunato que ao se mostrar prestativo àqueles que necessitam de ajuda, esconde dentro de si o prazer de observar o sofrimento alheio, porém que só é descoberto na história após uma longa e intrigada relação. Maria Luísa, devido a sua doença, ao final morre e em seu funeral, o viúvo presencia subitamente um beijo de Garcia em sua falecida esposa. A dor que sentia é substituída pelo prazer de observar Garcia que sofre intensamente com a morte de Maria Luísa, agora mais que ele mesmo.

## Adaptações
Este conto de Machado de Assis teve adaptações para filmes, minisséries e versões em quadrinhos.
Em 1994, o cineasta Sérgio Bianchi estreou um longa metragem com o mesmo título do conto, interpretada por Ester Góes, Renato Borghi e Cláudia Mello, tendo ganho vários prêmios participando naquele mesmo ano do Festival de Gramado e posteriormente sendo exibido em Nova York.   Já em 2008, o diretor Julio Bressane e os atores Selton Melo e Alessandra Negrini estreiam A Erva do Rato, porém sendo este baseado também no conto "Um Esqueleto". O filme também foi exibido no Festival de Veneza.
Neste mesmo ano, o conto fez parte de um [seriado] exibido pela rede televisiva Record chamado de 200 Anos de História.